# Lista de deputados estaduais do Maranhão da 6.ª legislatura
Esta é a lista de deputados estaduais do Maranhão eleitos para legislatura 1967-1971. Os parlamentares irão legislar por um mandato de quatro anos. A cada biênio, é eleita uma mesa diretora dentre os parlamentares para chefiar os trabalhos da Assembleia Legislativa do Maranhão.

## Composição das bancadas
| Partido | Líder                 | Bancada | Posição  |
| ------- | --------------------- | ------- | -------- |
| ARENA   | Luís Rocha            | 31 / 40 | Governo  |
| MDB     | Moisés Alves dos Reis | 9 / 40  | Oposição |

## Deputados Estaduais
A ARENA conseguiu trinta e uma vagas na Assembleia Legislativa do Maranhão contra nove do MDB.
| Número | Deputados estaduais eleitos       | Partido | Votação | Percentual | Cidade onde nasceu      | Unidade federativa |
| 11358  | Orlando Lopes de Medeiros         | ARENA   | 5.957   |            | Lagoa do Mato           | Maranhão           |
| 11537  | José Ribamar Pires Collins        | ARENA   | 4.933   |            | Igarapé Grande          | Maranhão           |
| 11157  | Telêmaco Leda Ribeiro             | ARENA   | 4.739   |            | Bacabal                 | Maranhão           |
| 11560  | Evandro Ferreira de Araújo Costa  | ARENA   | 4.391   |            | São Bento               | Maranhão           |
| 11988  | Manoel de Oliveira Gomes          | ARENA   | 4.208   |            | Bacabal                 | Maranhão           |
| 11600  | Domingos Rego                     | ARENA   | 4.171   |            | Pastos Bons             | Maranhão           |
| 11336  | Carlos Orleans Brandão            | ARENA   | 4.123   |            | Colinas                 | Maranhão           |
| 11558  | Luís Rocha                        | ARENA   | 3.954   |            | Loreto                  | Maranhão           |
| 11788  | Gonçalo Moreira Lima              | ARENA   | 3.937   |            | Colinas                 | Maranhão           |
| 11421  | Kleber Kleper Ferro Leite         | ARENA   | 3.796   |            | Chapadinha              | Maranhão           |
| 11463  | Simeão Rios Serra Pinto           | ARENA   | 3.779   |            | Godofredo Viana         | Maranhão           |
| 11545  | José Anselmo dos Reis Freitas     | ARENA   | 3.595   |            | Colinas                 | Maranhão           |
| 11162  | Acrísio dos Santos Viegas         | ARENA   | 3.577   |            | Cururupu                | Maranhão           |
| 11360  | Manoel Eurico Galvão de Oliveira  | ARENA   | 3.562   |            | Fernando Falcão         | Maranhão           |
| 11594  | Carlos Alberto Ribeiro de Melo    | ARENA   | 3.556   |            | Cajapió                 | Maranhão           |
| 15468  | Moisés Alves dos Reis             | MDB     | 3.314   |            | Codó                    | Maranhão           |
| 11669  | Wilson Ramos Neiva                | ARENA   | 3.246   |            | Capinzal do Norte       | Maranhão           |
| 11173  | Ruy Ilayno Coelho de Abreu        | ARENA   | 3.238   |            | Lago do Junco           | Maranhão           |
| 11148  | Afonso Rodrigues de Paiva         | ARENA   | 3.238   |            | Jatobá                  | Maranhão           |
| 11325  | Artur Teixeira de Carvalho        | ARENA   | 3.237   |            | Cachoeira Grande        | Maranhão           |
| 11440  | Renê Maciel                       | ARENA   | 3.212   |            | Boa Vista do Gurupi     | Maranhão           |
| 11121  | Sebastião Furtado de Mendonça     | ARENA   | 3.068   |            | Brejo de Areia          | Maranhão           |
| 11616  | Belarmino Mendes Gomes            | ARENA   | 3.059   |            | Montes Altos            | Maranhão           |
| 11595  | Orlando Brito de Aquino           | ARENA   | 3.041   |            | Rosário                 | Maranhão           |
| 11941  | Francisco Ferreira Figueiredo     | ARENA   | 2.985   |            | São Vicente Ferrer      | Maranhão           |
| 11479  | Turíbio da Rocha Santos           | ARENA   | 2.927   |            | Riachão                 | Maranhão           |
| 11486  | João Elzimar da Costa Machado     | ARENA   | 2.762   |            | Caxias                  | Maranhão           |
| 11542  | Jurandy Leite                     | ARENA   | 2.647   |            | Pinheiro                | Maranhão           |
| 11593  | Marconi Caldas                    | ARENA   | 2.636   |            | São Luís                | Maranhão           |
| 11346  | Euvaldo Neiva de Sousa            | ARENA   | 2.604   |            | Açailândia              | Maranhão           |
| 11745  | Marcelo Tadeu de Assunção         | ARENA   | 2.371   |            | Balsas                  | Maranhão           |
| 11819  | Merval de Oliveira Melo           | ARENA   | 2.348   |            | Timon                   | Maranhão           |
| 15678  | João Batista Freitas Diniz        | MDB     | 2.296   |            | São José de Ribamar     | Maranhão           |
| 15389  | Isaac Rubens Brito Dias           | MDB     | 2.274   |            | São Bento               | Maranhão           |
| 15238  | João Batista Macedo Sandes        | MDB     | 2.247   |            | Maracaçumé              | Maranhão           |
| 15228  | José Ribamar Dominici             | MDB     | 2.162   |            | Passagem Franca         | Maranhão           |
| 15995  | Adail da Silva Carneiro           | MDB     | 2.118   |            | Nova Olinda do Maranhão | Maranhão           |
| 15876  | Yolanda de Holanda Campos e Silva | MDB     | 2.090   |            | Imperatriz              | Maranhão           |
| 15482  | José D'Assunção Brandão           | MDB     | 1.935   |            | São Luís                | Maranhão           |
| 15885  | José Ribamar Bayma Serra          | MDB     | 1.906   |            | São Luís                | Maranhão           |